# Giorgio Massari
Giorgio Massari (* Venecija, 13. listopada 1687. -† Venecija, 20. prosinca
1766.) bio je venecijanski arhitekt kasnog baroka. Najpoznatije njegovo djelo je Palazzo Grassi, na Kanalu Grande u Veneciji.

## Životopis
Giorgio Massari je rođen u obitelji kamenoresca Stefana Massarija, koji se u Veneciju doselio iz okolice Trevisa. O njegovu školovanju malo se zna.
Prvi njegov rad bila je jezuitska crkva Santa Maria del Rosario (1726. – 1736.) koju venecijanci zovu Gesuati u Dorsoduru.U projektiranju te crkve čvrsto se držao paladijevskih načela klasične harmonije.
Nakon toga je 1736. pobijedio na natječaju za izgradnju jezuitske crkve Santa Maria della Pietà i ubožnice uz nju. Izgradio je samo crkvu od 1745. do 1760. (fasada je dovršena te u 20. stoljeću) .
Giorgio Massari je nakon toga postao jedan od najomiljenijih venecijanskih arhitekata, koga su zvali svi od vjerskih redova, do privatnih naručitelja. Izgradio je puno crkava, vila i palača, najviše po Veneciji ali i po cijeloj tadašnjoj Mletačkoj Republici sve do Kopra. Massari je od 1682. do 1756. dovršio palaču Ca' Rezzonico, nakon smrti projektanta Baldassare Longhena (1682.) u svemu poštujući Longhenovu zamisao.
Njegov najbolji rad je velika palača Palazzo Grassi na Kanalu Grande koju je izgradio od 1748. do 1772. Ona je bila sukus najboljih iskustava venecijanske arhitekture, od Palladija do Longhene. Projektirao je dvije sjajne vile; - Giovannelli u mjestu Noventa Padovana (Padova) i Cordellina u Montecchio Maggiore (Vicenza)

## Izbor važnijih djela

### Venecija
- 1726. – 1736. Santa Maria del Rosario (jezuitska crkva)
- 1727. Scuola Grande San Giovanni (glavna dvorana)
- 1727. Bivši Ospizio dei Catecumeni (kuća za preobraćenje muslimanskih ratnih zarobljenika)
- 1728. – 1736. crkva San Marcuola
- 1745. – 1760. crkva Santa Maria della Pietà (fasada je dovršena tek u 20. stoljeću)
- 1750. – 1753. crkva Santa Maria della Fava (dovršenje apside)
- 1755.-Torre dell'Orologio  (završni kat)
- 1682. – 1756. palača Ca' Rezzonico (dovršenje nakon smrti Longhene)
- 1748. – 1772. palača Palazzo Grassi

### Veneto
- Montecchio Maggiore, Villa Cordellina Lombardi
- Noventa Padovana, Villa Giovanelli Colona (stubište)
- 1747. Asolo, Katedrala Santa Maria Assunta (obnova)
- S. Andrea di Cavasagra, Villa Cornaro (obnova), 1750.

### Furlanija
- 1738. Udine, crkva Santo Spirito (obnova)
- 1733. Udine, crkva Sant' Antonio (fasada)

### Lombardija
- 1720. – 1746. Brescia Chiesa della Pace

### Istra
- Kopar, Katedrala Uzačašće Marijino (obnova unutrašnjosti)

## Vanjske poveznice
- Giorgio Massari (engl.)
- Giorgio Massari s portala archINFORM (engl.)